# Jacques D'Martigny
Jacques-Antoine D'Martigny (1774 - Remich, 15 februari 1844) was lid van het Belgisch Nationaal Congres en burgemeester.
Jacques-Antoine D’Martigny werd tot plaatsvervangend lid van het Nationaal Congres voor het Luxemburgse arrondissement Grevenmacher verkozen en werd effectief lid op 18 november, toen bleek dat de verkozen Jean-Baptiste Nothomb de voorkeur gaf aan een ander arrondissement waar hij eveneens verkozen was. Hij nam aan de stemmingen deel maar nam geen enkele keer het woord. Hij stemde voor de onafhankelijkheidsverklaring en voor de eeuwigdurende uitsluiting van de Nassaus, voor de hertog van Nemours en voor Leopold van Saksen Coburg, voor de aanvaarding van het Verdrag der XVIII artikelen.
Tot aan zijn dood was hij burgemeester van Remich.
Hij liet weinig sporen na, zodat men niet eens weet of hij een beroep had uitgeoefend en zo ja, hetwelk. Door de splitsing van Luxemburg in een Belgische provincie en een kleiner groothertogdom, verdween hij uit de Belgische context.